# Alboussière

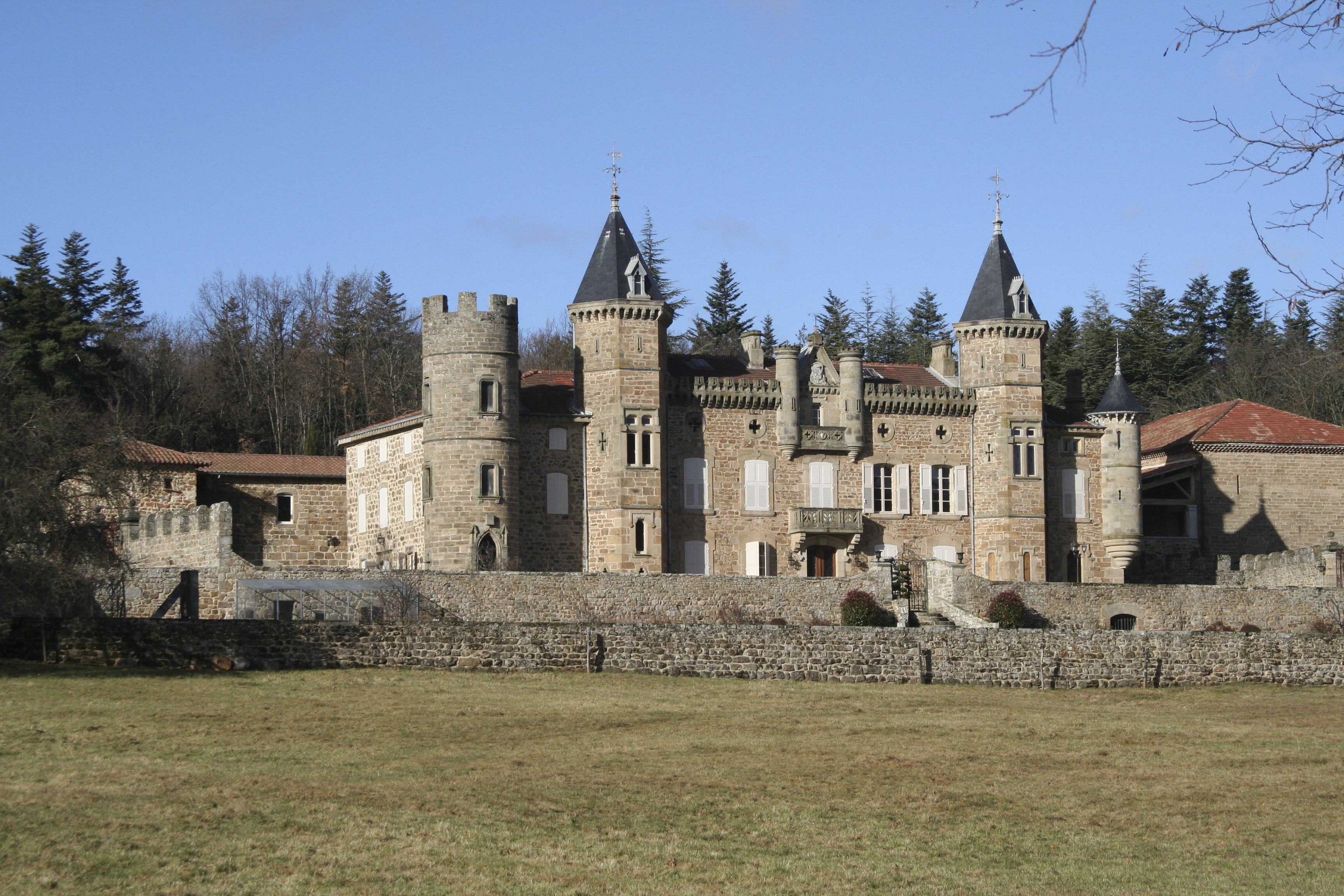
Zamek Crozat (2007)

Alboussière – miejscowość i gmina we Francji, w regionie Owernia-Rodan-Alpy, w departamencie Ardèche.
Według danych na rok 1990 gminę zamieszkiwało 727 osób, a gęstość zaludnienia wynosiła 40 osób/km² (wśród 2880 gmin regionu Rodan-Alpy Alboussière plasuje się na 961. miejscu pod względem liczby ludności, natomiast pod względem powierzchni na miejscu 588.).